# Sortfigurs-keramik
Sortfigurs-keramik (græsk: μελανόμορφα, tr. melanomorpha) var en græsk teknik og stil indenfor antikkens græske keramik. Stilen er karakteriseret ved at figurerne på vasen er sorte og baggrunden rødlig (lerets farve), deraf navnet sortfigursvaser. Detaljerne på vaserne, såsom munde, øjne, tøjfolder mm., er indridsede, og der er anvendt forskellige dækfarver – for det meste hvid og rød.
Teknikken opstod omkring 700 f.Kr. i byen Korinth, og den fortsatte med at være hyppigt anvendt til omkring begyndelsen af 500-tallet f.Kr. hvor rødfigurs-stilen tog over. Derefter blev der fremstillet mindre mængder af sortfigurskeramik. Produktionen fortsatte dog frem til det 2. årh. f.Kr.
De store centre for produktionen var først byen Korinth på Peloponnes nordkyst, og derefter Athen. Men sortfigursvaserne blev også fremstillet i f.eks. Lakonien, Boiotien, det østlige Grækenland og Italien. Og de græske sortfigursvaser var eksempelvis meget populære på det etruskiske marked. Arkæologer har gennem tiderne fundet mange græske vaser i Etrurien – særligt i grave.

## Teknik
De græske vaser blev drejet på pottemagerhjulet. Større vaser blev ofte sammensat af flere dele eksempelvis blev vasens hals, krop og fod drejet hver for sig. Når de forskellige dele nåede en læderhård konsistens, blev de sat sammen, og til sidst blev hankene påsat.
Når vasen var færdigformet, blev den først overtrukket med et tyndt lag slipper (ler blandet op med vand) for at gøre overfladen glat. Derefter blev en blanding af ler, vand og aske fra organisk materiale, den såkaldte potaske, påført overfladen med en pensel.
De malede områder har derfor ikke været kulsorte fra starten. Først under brændingen forvandlede den bemalede overfladefarve sig til sort, mens bagrunden bevarede lerets farve. Inden brændingen blev detaljerne indridsede og dækfarven (en blanding af pigment og ler) påført.

## Brænding
Brændingen var afgørende for resultatet. Ovnene blev bygget i keramikværkstedernes gårde, hvor de blev gravet lidt ned i jorden. Nederst i ovnen var ildstedet, og ovenover blev vaserne stablet i brændingskammeret.
Keramikken blev brændt i tre faser.
1) Der blev fyret op med tørt træ til temperaturen nåede op til 850 grader. Et lufthul i det hvælvede tag gjorde atmosfæren iltrig, og vaserne blev røde.
2) Lufthullet i taget blev lukket, og fugtigt træ blev smidt i ovnen. Temperaturen nåede nu 950 grader og vaserne blev helt sorte.
3) Der blev tilført ilt på ny og fyret med tørt brænde. Temperaturen faldt nu til ca. 900 grader. Karrets bemalede dele bevarede den sorte farve fra brændingens anden fase, mens de dele som blot var dækkede af det første udglattende lag slip nu igen blev røde.
Det endelige resultat kunne man først se en til to dage efter brændingen, når ovnen var kølet af. Der kunne dog nemt ske fejlbrændinger, hvis f.eks. temperaturen eller fugtigheden i ovnen havde fejlet.

## Pottemagere og malere
At pottemageren og maleren i reglen var to forskellige, ved arkæologerne fra indskrifter på vaserne; X egrapsen – X tegnede mig og X epoisen – X lavede mig.
Nogle af de største storfigurs malere kender man navnet på da de har signeret vaserne eksempelvis; Amasis, Kleitias og Exekias. Andre usignerede vaser er derimod blevet tilskevet malere af bl.a. den engelske keramikforsker John Beazley. Ved at studere vasefigurernes ankler, ører, læber, næse, øjne og tøjfolder kan man genkende de enkelte vasemaleres stil – såsom C- maleren, Gorgon-maleren, Heidelberg-maleren.